# 恩波里奥

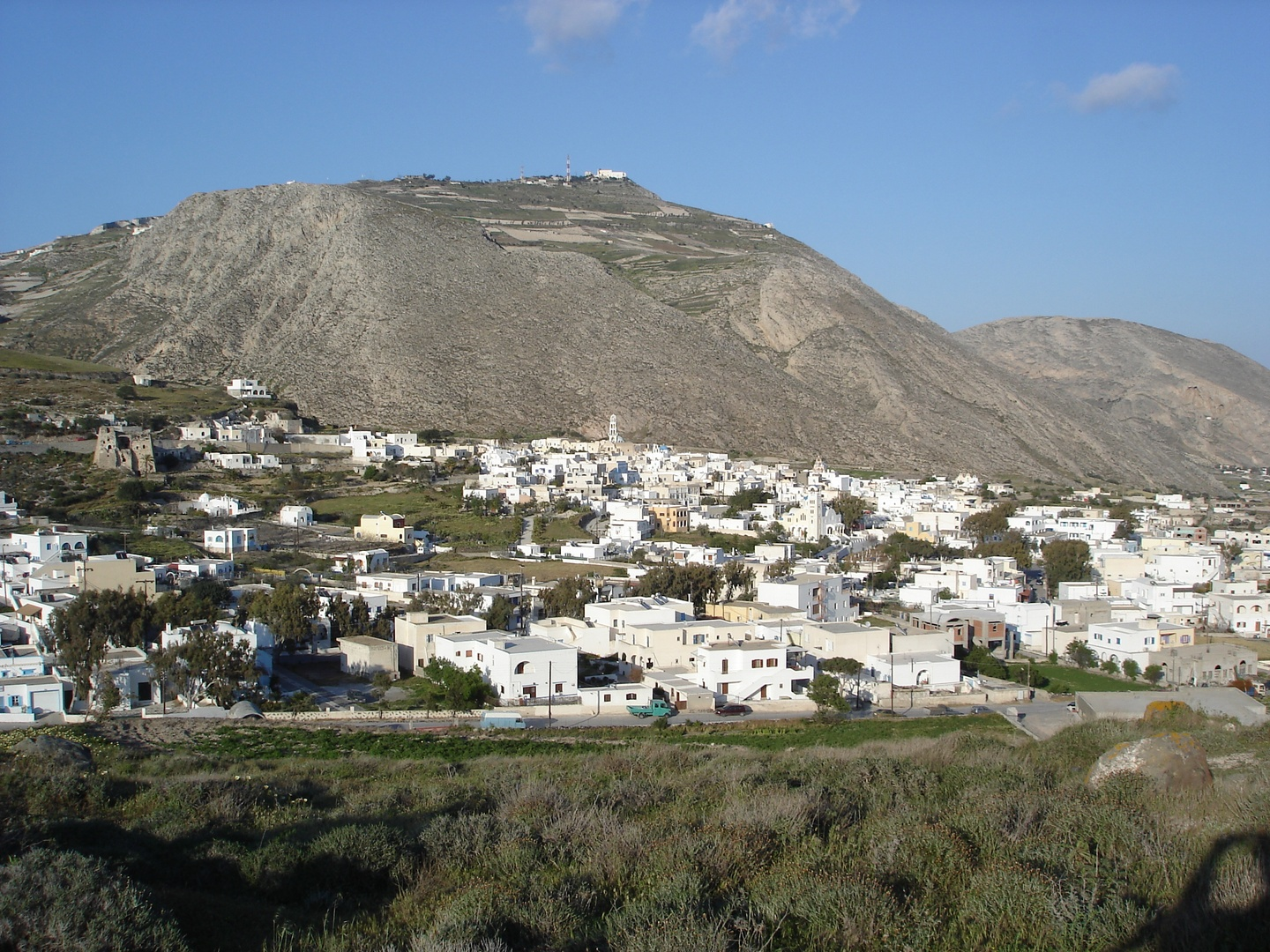

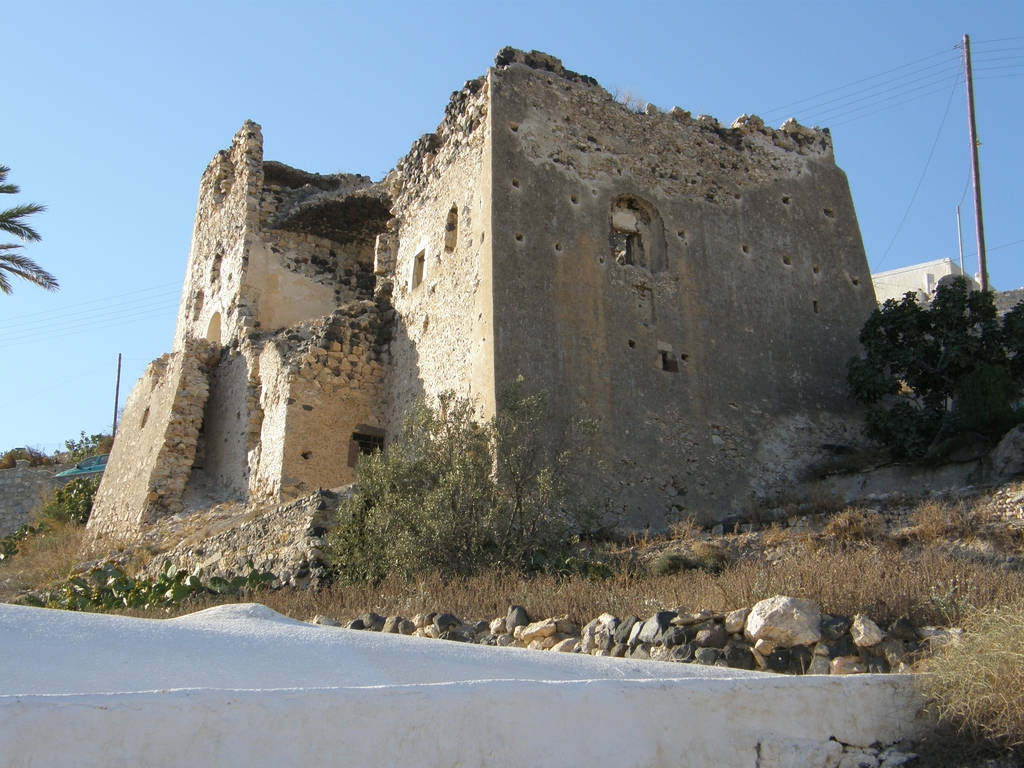
Goulas 城堡

恩波里奥（羅馬化：Emporeio），是希腊圣托里尼岛的一个村庄，距离费拉12公里，靠近以利亚山。行政上该村隶属于南愛琴大區錫拉專區锡拉市镇费拉市区。2011年恩波里奥社区的人口数量为3,085人，而社区内同名村庄的人口数量则为1,938人。
恩波里奥的景点包括 Goulas 城堡和一些教堂，如圣尼古拉教堂。